# Monstrum
Un monstrum, en la antigua religión romana, es un signo o portento que interrumpe o es contrario al orden natural como evidencia del disgusto divino.
Generalmente se asume que la palabra monstrum deriva, como dice Cicerón, del verbo monstro, 'señalar', 'mostrar' (comparar con el español 'demostrar'), pero según Varrón provendría de moneo, 'advertir'. Ya que un signo debe ser sorprendente o ser desviado para tener un impacto, monstrum llegó a significar 'evento antinatural' o 'un mal funcionamiento de la naturaleza'.
Así, un hijo que desobedece a su padre, que le pega, es un monstrum, un prodigio contrario al orden natural, lo contrario a la pietas que sería que un hijo ha de obedecer y respetar a su padre conforme a la jerarquía natural.
Suetonio decía que 'un monstrum es contrario a la naturaleza (o excede a la naturaleza) con que estamos familiarizados , como podría ser una serpiente con pies o un pájaro con cuatro alas'. Retrata a Calígula como un monstrum emblemático, todo lo que un emperador romano no debería ser.
El equivalente griego era teras. La palabra española 'monstruo' deriva, en un sentido negativo, sentido negativo de la palabra monstrum. Existen determinadas diferencias entre miraculum (milagro), ostentum (ostento), portentum (portento) y prodigium (prodigio), que en algunos casos, podrían considerarse sinónimas. 
En uno de los usos más famosos de la palabra en la literatura en latín, el poeta de la época de Augusto, Horacio llama a Cleopatra un fatale monstrum, algo mortal y fuera de los límites humanos normales.

"Para arruinar a Antonio no era bastante con que ella fuera una sirena; había que
hacer de ella una Furia, fatale monstrum."
 Horacio. Odas I, 37, 21

Cicerón llama a Catilina monstrum atque prodigium y usa la frase varias veces para insultar a varios objetivos de sus ataques como depravados y más allá de los límites humanos. Para Séneca, el monstrum es, como la tragedia, 'una revelación visual y horrorosa de la verdad'.